# Język uvea wschodni
Język uvea wschodni (Fakaʻuvea), także język walisyjski lub wschodniouwejski – język austronezyjski używany na wyspie Uvea (Wallis) (francuskie terytorium zależne Wallis i Futuny).
Według danych z 2015 r. (Ethnologue) posługuje się nim 7660 osób (Wallis i Futuna), a całkowita liczba użytkowników we wszystkich krajach miałaby wynosić 8440 osób. Według starszych szacunków (1984) mówi nim ponad 16 tys. osób (w tym 12 tys. migrantów zamieszkujących Nową Kaledonię). Dane szacunkowe z 2016 r. sugerują, że ma przynajmniej 20 tys. użytkowników.
Rodzime określenie tego języka to Fakaʻuvea. Nazwa „walisyjski” (Wallisian), sporadycznie spotykana w literaturze anglojęzycznej, pochodzi z języka francuskiego (le wallisien).
Czasem uchodzi za blisko spokrewniony z językiem tongijskim, przy czym nowsze badania sugerują, że podobieństwa leksykalne między walisyjskim a tongijskim należy tłumaczyć kontaktem. Występuje wiele zapożyczeń z tongijskiego, francuskiego, angielskiego i łaciny; pożyczki tongijskie są trudne od odróżnienia od wyrazów rodzimych.
Znajduje się pod presją języka francuskiego, który dominuje w różnych sferach życia (administracja, edukacja) i ma charakter ponadlokalny. Odnotowano, że walisyjski zaczął być wypierany przez francuski, zwłaszcza w Nowej Kaledonii.
Pierwszy słownik języka uvea wschodniego sporządził misjonarz Pierre Bataillon. Jest zapisywany alfabetem łacińskim.